# 309年
| 千纪： | 1千纪                                                                                           |
| 世纪： | 3世纪 \| 4世纪 \| 5世纪                                                                         |
| 年代： | 270年代 \| 280年代 \| 290年代 \| 300年代 \| 310年代 \| 320年代 \| 330年代                       |
| 年份： | 304年 \| 305年 \| 306年 \| 307年 \| 308年 \| 309年 \| 310年 \| 311年 \| 312年 \| 313年 \| 314年 |
| 纪年： | 己巳年（蛇年）；西晋永嘉三年；成汉晏平四年；前赵永凤二年，河瑞元年                              |

## 大事记
- 劉淵遷都至平陽，改元河瑞。
- 劉淵派劉聰、王彌等攻陷壺關。
- 汉刘聪攻晋洛阳之战，但都被晉軍擊敗。
- 七月，平阳刘芒荡于马兰山起事，称皇帝；支胡五斗叟、郝索屯新丰，与芒荡合。九月，征西大将军、南阳王司马模派他的部将淳于定击败刘芒荡、五斗叟，将他们斩杀。
- 李離駐鎮梓潼，被部將訇琦、羅羕、張金苟刺殺，歸降晉益州刺史羅尚。羅尚派他的部將向奮屯兵在安漢的宜福來威逼李雄，李雄率兵攻打向奮，但是不能克敵。
- 放棄羅馬帝國西部奧古斯都頭銜的馬克西米安逃往女婿君士坦丁一世處尋求庇護。